# 中臣宮処東人
中臣宮処 東人（なかとみのみやこ/ なかとみのみやところ の あずまびと）は、奈良時代の官人。姓は連。官位は外従五位下・右兵庫頭。

## 経歴
天平元年（729年）漆部君足と共に、左大臣・長屋王が密かに妖術を学んで国家を傾けようとしていると密告する。密告を受けて長屋王が家族と共に自殺させられた（長屋王の変）のち、東人は告発を賞されて、無位から外従五位下に叙せられ、食封30戸・田10町を与えられる。
天平10年（738年）右兵庫頭を務めていた際、かつて長屋王に仕えて恩遇を受けていた左兵庫少属・大伴子虫と共に、政務の間に囲碁に興じていた。しかし、話題が長屋王のことに及ぶにあたり、憤慨した子虫に罵られた上に、刀で斬殺された。なお、『続日本紀』におけるこの斬殺事件の条では、長屋王の変の発端となった東人の密告を「誣告」と表現していることから、この密告は虚偽であったことが、同書が編纂された平安時代初期の朝廷内では公然の事実となっていたと想定される。また、長屋王に仕えていた大伴子虫と身分差を越えて囲碁を打つ親しい関係であったことを踏まえると、東人自身も長屋王家と何らか関係があったものとも考えられる。

## 登場する小説
- 豊田有恒『長屋王横死事件』講談社、1992年、のち『講談社文庫』（1996年9月）
- 深谷忠記『迷界流転』（『平城京殺人事件』と改題）中央公論社、1998年、のち『中公文庫』（2001年2月）、『光文社文庫』（2004年12月）